# 榊原純夫
榊原 純夫（さかきばら すみお、1949年〈昭和24年〉1月8日 - ）は、日本の政治家。元愛知県半田市長（3期）。

## 来歴
愛知県半田市出身。半田市立半田中学校、愛知県立半田高等学校卒業。1972年（昭和47年）3月、京都府立大学農学部卒業。
1975年（昭和50年）4月1日、半田市役所に入所。2005年（平成17年）7月11日、退職。同年7月12日、半田市助役に就任。2007年（平成19年）4月1日、半田市副市長に就任。2009年（平成21年）3月31日、退職。
2009年（平成21年）6月7日に行われた半田市長選挙に立候補し初当選。6月24日、市長就任。
2013年（平成25年）6月9日の市長選挙で、元市議の伊藤彰を破り、2期目の当選。投票率は35.97％。
2017年（平成29年）6月4日の市長選で減税日本推薦の女性医師ら2候補を破り、3期目の当選。投票率は43.66％。
2020年（令和2年）12月2日、翌年6月の市長選挙に立候補せず退任の意向を示した。
2021年（令和3年）5月30日、半田市長選挙が告示される。立候補者は自民党・公明党の推薦を受けた元県議の堀崎純一、元市議の久世孝宏、元市議の山本博信の3名。榊原は久世を支援。ところが投開票日の6月9日の昼頃、榊原はSNS上に開設した自身のページで、久世が選挙期間中に投稿した書き込みなど2件を共有。久世が自身への投票を呼びかけた文章や「市長選挙は久世たかひろと書いて投票を」と記された画像などが、榊原のページ上で表示された。同日午後、市選管に市民から通報があり、榊原は市議からの指摘を受け2件の投稿を削除。久世は他の候補者を破り初当選を果たした。榊原は取材に対し「ネット選挙に詳しくなく誤って共有してしまった」と答えた。
2021年11月3日、秋の叙勲において旭日小綬章を受章。

## 市政
- 2020年（令和2年）4月28日、新型コロナウイルス対策の財源に充てるため、自身の7月から2021年（令和3年）3月までの月額給与と同期間の期末手当を10％減額すると発表した。副市長については5％、教育長については3％減額する[9][10]。